# Solomon L. Hoge

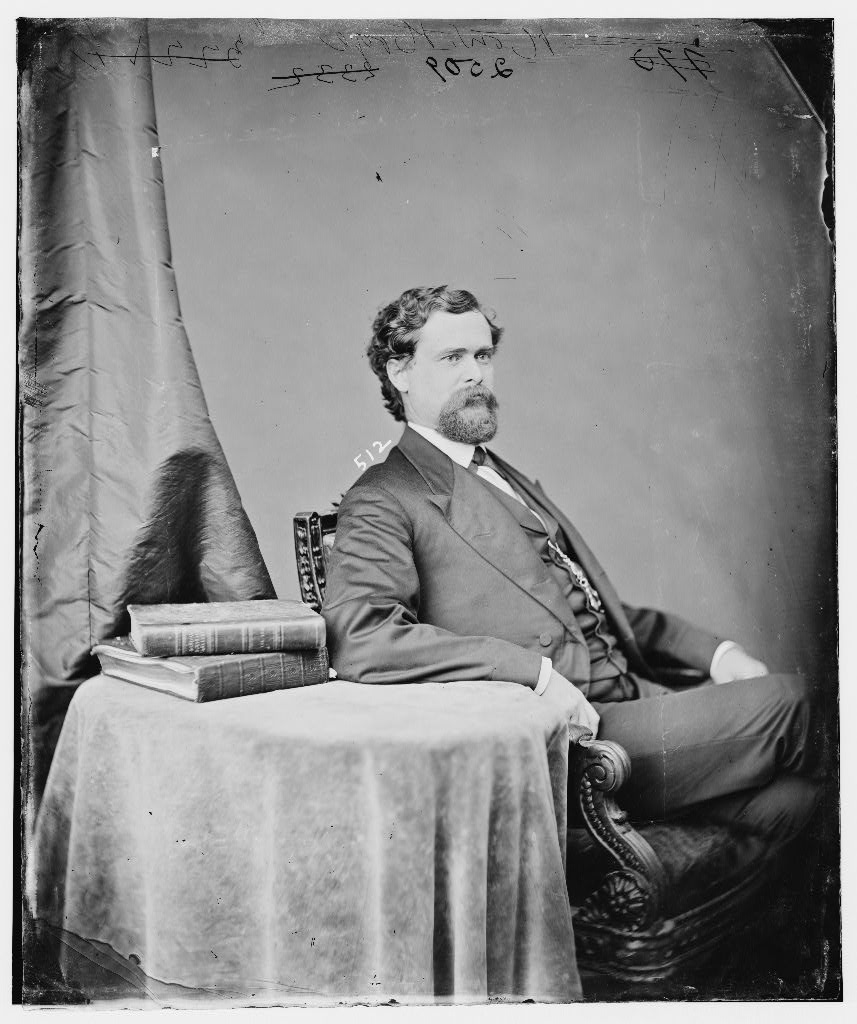
Solomon L. Hoge

Solomon Lafayette Hoge (* 11. Juli 1836 in Pickrelltown, Logan County, Ohio; † 23. Februar 1909 in Battle Creek, Michigan) war ein US-amerikanischer Politiker. Zwischen 1869 und 1871 sowie nochmals von 1875 bis 1877 vertrat er den Bundesstaat South Carolina im US-Repräsentantenhaus.

## Werdegang
Solomon Hoge besuchte die öffentlichen Schulen in Bellefontaine und danach das Northwood College. Nach einem Jurastudium an der Cincinnati Law School und seiner im Jahr 1859 erfolgten Zulassung als Rechtsanwalt begann er in Bellefontaine in seinem neuen Beruf zu arbeiten. Während des Bürgerkrieges war er zwischen 1861 und 1865 Offizier der Unionsarmee. Bei Kriegsende hatte er den Rang eines Captain erreicht.
Im Jahr 1868 zog Hoge nach Columbia in South Carolina. In seiner neuen Heimat war er zwischen 1868 und 1870 Richter am obersten Gerichtshof des Staates. Politisch wurde er Mitglied der Republikanischen Partei. Bei den Kongresswahlen des Jahres 1868 unterlag er J. P. Reed. Hoge legte aber gegen den Wahlausgang Widerspruch ein. Nachdem diesem stattgegeben worden war, konnte er am 8. April 1869 für den dritten Wahlbezirk von South Carolina in das US-Repräsentantenhaus in Washington, D.C. einziehen. Dort trat er die Nachfolge von Manuel S. Corley an. Er blieb zunächst bis zum 3. März 1871 im Kongress. In dieser Zeit wurde der 15. Verfassungszusatz verabschiedet, der das Wahlrecht auch auf Afroamerikaner ausweitete.
Zwischen 1874 und 1875 war Hoge als Comptroller General von South Carolina tätig. 1874 wurde er als Nachfolger von Lewis C. Carpenter erneut in den Kongress gewählt. Dort absolvierte er zwischen dem 4. März 1875 und dem 3. März 1877 eine weitere Legislaturperiode. Im Jahr 1876 verzichtete er auf eine erneute Kandidatur. Nach dem Ende der Reconstruction waren die politischen Chancen der Republikaner in South Carolina auf ein Minimum gesunken. Dort sollte in den nächsten Jahrzehnten die Demokratische Partei die Mehrheit haben.
Nach dem Ende seiner Zeit im Repräsentantenhaus zog Solomon Hoge nach Kenton in Ohio. Dort arbeitete er bis 1882 als Anwalt. Außerdem wurde er Präsident der First National Bank of Kenton. Er starb am 23. Februar 1909 in Battle Creek (Michigan) und wurde in Kenton beigesetzt.